# Escut d'Ulldecona
L'escut d'Ulldecona és l'escut de la vila i municipi d'Ulldecona, a la comarca del Montsià.

## Escut oficial actual
L'escut oficial d'Ulldecona té actualment el següent blasonament:
Escut caironat: de gules, un castell d'argent obert sobremuntat d'una creu de Malta a la torre central i d'un ull d'argent amb l'iris de sable a cadascuna de les laterals. Per timbre, una corona mural de vila.
Aquest escut va ser aprovat el 2 d'abril de 1990.

## Història

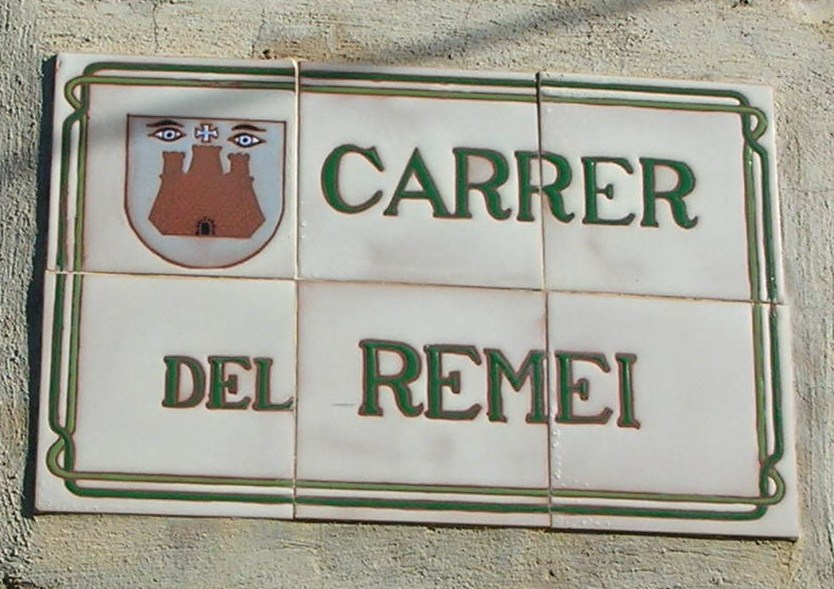
Escut tradicional d'Ulldecona abans del 1990, quan els esmalts actuals no havien estat fixats

Els elements de l'escut actual ja eren presents en els escuts tradicionals anteriors; els esmalts, però, no estaven fixats i el castell es representava en colors més fosques (ocre o terrissa) sobre un fons clar o d'argent. La creu es representava de color roig o blau cel. Els ulls molt sovint duien celles, que ara s'han eliminat.
L'escut presenta tradicionalment dos ulls (un senyal parlant relatiu al començament del nom de la vila), el castell local i una creu de Malta.
El castell d'Ulldecona, originalment musulmà, fou conquerit el 1148 per Ramon Berenguer IV, comte de Barcelona, i concedit més endavant (1173) a l'orde de Sant Joan de Jerusalem, que en va fer el centre de la comanda d'Ulldecona el 1227.

## Curiositats
L'escut actual dels cotxes de la policia municipal d'Ulldecona no té els ulls, essent un dels pocs escuts d'Ulldecona sense ulls.